# Hirmoneura richterae
Hirmoneura richterae är en tvåvingeart som beskrevs av Mikhail B. Mostovski och Martinez-delclos 2000. Hirmoneura richterae ingår i släktet Hirmoneura och familjen Nemestrinidae.
Artens utbredningsområde är Spanien. Inga underarter finns listade i Catalogue of Life.